# Randki w ciemno (film 2006)
Randki w ciemno (ang. Blind Dating) – amerykańska komedia romantyczna z 2006 roku.

## Treść
Danny, choć niewidomy, jest młodym, przystojnym i pewnym siebie mężczyzną. Ma jednak pewną słabość - jest chorobliwie nieśmiały do kobiet. Jego brat Larry dowiaduje się, że jego brat jest prawiczkiem i postanawia mu pomóc. Umawia go na randki z przypadkowymi dziewczynami.

## Obsada
- Chris Pine – Danny
- Anjali Jay – Leeza
- Frank Gerrish – Angelo
- Eddie Kaye Thomas –  Larry/Lorenzo
- Jane Seymour – Dr. Evans
- Jodi Russell – Mrs. Van de Meer
- Stephen Tobolowsky – Dr. Perkins
- Jayma Mays – Mandy
- Jennifer Alden – Jasmine
- Pooch Hall – Jay
- Sendhil Ramamurthy – Arvind
- John Boccia – Jonnie
- Judith Benezra – Heidi
- Katy Mixon – Suzie
- Iqbal Theba – Mr. Raja